# Jarkovski-effect

Jarkovski-effect:
1. Oppervlaktestraling
2. Prograad roterende planetoïde
3. Baan van de planetoïde
4. Straling van de zon

Het Jarkovski-effect, ook geschreven Yarkovsky-effect, is een kracht die inwerkt op een roterend lichaam in de ruimte, veroorzaakt door de anisotrope emissie van thermische fotonen, die impulsen dragen. Het wordt meestal beschouwd in relatie tot meteoroïden of kleine planetoïden (ongeveer 10 cm tot 10 km in diameter), omdat de invloed ervan het grootst is voor deze lichamen.

## Geschiedenis
Het effect werd ontdekt door de Pools-Russische civiel ingenieur Ivan Osipovitsj Jarkovski (Pools: Jan Jarkowski, 1844 – 1902), die in zijn vrije tijd in Rusland werkte aan wetenschappelijke problemen. Jarkovski schreef in een pamflet rond het jaar 1900 dat de dagelijkse verwarming van een roterend object in de ruimte ervoor zou zorgen dat het een kracht ervaart die, hoewel klein, kan leiden tot grote langetermijn-effecten in de banen van kleine lichamen, vooral meteoroïden en kleine planetoïden. Jarkovski's inzicht zou vergeten zijn, ware het niet dat de Estse astronoom Ernst J. Öpik (1893 – 1985) Jarkovski's pamflet ergens rond 1909 had gelezen. Decennia later besprak Öpik, zich het pamflet uit het hoofd herinnerend, het mogelijke belang van het Jarkovski-effect op de beweging van meteoroïden over het zonnestelsel.

## Mechanisme
Het Jarkovski-effect is een gevolg van het feit dat verandering in de temperatuur van een door straling opgewarmd object (en dus de intensiteit van thermische straling van het object) achterblijft bij veranderingen in de binnenkomende straling. Dat wil zeggen, het oppervlak van het object heeft tijd nodig om warm te worden wanneer het voor het eerst wordt verlicht, en het heeft tijd nodig om af te koelen wanneer de verlichting stopt. Over het algemeen zijn er twee componenten die effect hebben:
- Dageffect: op een roterend lichaam dat wordt verlicht door de zon (bijvoorbeeld een planetoïde of de aarde), wordt het oppervlak overdag verwarmd door zonnestraling en 's nachts afgekoeld. Vanwege de thermische eigenschappen van het oppervlak is er een vertraging tussen de absorptie van straling van de zon en de emissie van diezelfde straling als warmte, dus het warmste punt op een roterend lichaam vindt plaats rond de "2 PM"-plaats op het oppervlak, of iets na de middag. Dit resulteert in een verschil tussen de richtingen van absorptie en her-emissie van straling, wat een netto kracht oplevert langs de bewegingsrichting van de baan. Als het object een prograde roteerder is, is de kracht in de bewegingsrichting van de baan en zorgt ervoor dat de halve lange as van de baan gestaag toeneemt; het object spiraliseert weg van de zon. Een retrograde roteerder draait naar binnen. Het dagelijkse effect is de dominante component voor lichamen met een diameter groter dan ongeveer 100 meter.[3]
- Seizoenseffect: dit is het gemakkelijkst te begrijpen voor het geïdealiseerde geval van een niet-roterend lichaam dat om de zon draait, waarbij elk "jaar" uit precies één "dag" bestaat. Terwijl het rond zijn baan reist, is het halfrond van de 'schemering', dat gedurende een lange voorafgaande tijdsperiode is verwarmd, onveranderlijk in de richting van de baanbeweging. De overmaat aan thermische straling in deze richting veroorzaakt een remkracht die altijd een spiraal naar binnen naar de zon veroorzaakt. In de praktijk neemt bij roterende lichamen dit seizoenseffect toe samen met de axiale kanteling. Het domineert alleen als het dagelijkse effect klein genoeg is. Dit kan gebeuren door een zeer snelle rotatie (geen tijd om af te koelen aan de nachtzijde, dus een bijna uniforme longitudinale temperatuurverdeling), kleine afmetingen (het hele lichaam wordt overal verwarmd) of een axiale kanteling van bijna 90°. Het seizoenseffect is belangrijker voor kleinere planetoïdefragmenten (van enkele meters tot ongeveer 100 meter), op voorwaarde dat hun oppervlak niet bedekt is met een isolerende regolietlaag en ze niet extreem langzame rotaties hebben. Bovendien zal op zeer lange tijdschalen waarin de spin-as van het lichaam herhaaldelijk kan worden gewijzigd als gevolg van botsingen (en dus ook de richting van het dagelijkse effect verandert), het seizoenseffect ook de neiging hebben om te domineren.[3]

Over het algemeen is het effect afhankelijk van de grootte en zal het de semi-hoofdas van kleinere planetoïden beïnvloeden, terwijl grote planetoïden praktisch onaangetast blijven. Voor planetoïden ter grootte van een kilometer is het Jarkovski-effect over korte perioden minuscuul: de kracht op planetoïde 6489 Golevka wordt geschat op ongeveer 0,25 newton, voor een netto versnelling van 10 − 12 m/s2. Maar het is stabiel; gedurende miljoenen jaren kan de baan van een planetoïde voldoende worden verstoord om hem van de planetoïdengordel naar het binnenste zonnestelsel te transporteren.
Het mechanisme is ingewikkelder voor lichamen in sterk excentrische banen.

## Meting
Het effect werd voor het eerst gemeten in 1991-2003 op de planetoïde 6489 Golevka. De planetoïde dreef 15 kilometer van zijn voorspelde positie in twaalf jaar (de baan werd met grote precisie vastgesteld door een reeks radarwaarnemingen in 1991, 1995 en 1999 met de Arecibo-radiotelescoop).
Zonder directe meting is het erg moeilijk om het exacte resultaat van het Jarkovski-effect op de baan van een bepaalde planetoïde te voorspellen. Dit komt omdat de grootte van het effect afhangt van veel variabelen die moeilijk te bepalen zijn op basis van de beperkte observationele informatie die beschikbaar is. Deze omvatten de exacte vorm van de planetoïde, zijn oriëntatie en zijn albedo. Berekeningen worden verder bemoeilijkt door de effecten van schaduw en thermische "her-verlichting", hetzij veroorzaakt door lokale kraters of een mogelijke algehele concave vorm. Het Jarkovski-effect concurreert ook met stralingsdruk, waarvan het netto-effect vergelijkbare kleine langetermijnkrachten kan veroorzaken voor lichamen met albedo-variaties of niet-bolvormige vormen.
Als voorbeeld, zelfs voor het eenvoudige geval van de zuivere seizoensgebonden Jarkovski-effect op een bolvormig lichaam in een cirkelvormige baan 90° scheefstand, halve lange veranderingen as kan afwijken met wel een factor twee tussen het geval van een uniforme albedo en het geval van een sterke noord/zuid-albedo-asymmetrie. Afhankelijk van de baan en de spin-as van het object, kan de Jarkovski-verandering van de halve lange as worden omgekeerd door eenvoudigweg van een sferische naar een niet-sferische vorm te veranderen.
Ondanks deze moeilijkheden is het gebruik van het Jarkovski-effect een scenario dat wordt onderzocht om de koers te veranderen van mogelijk op de aarde inwerkende planetoïden in de buurt van de aarde. Mogelijke strategieën voor het afbuigen van planetoïden omvatten het "schilderen" van het oppervlak van de planetoïde of het focussen van zonnestraling op de planetoïde om de intensiteit van het Jarkovski-effect te veranderen en zo de baan van de planetoïde te veranderen weg van een botsing met de aarde. De OSIRIS-REx missie, gelanceerd in september 2016, bestudeert het Jarkovski-effect op Bennu.
In 2020 bevestigden astronomen de Jarkovski-versnelling van de planetoïde 99942 Apophis. De bevindingen zijn relevant voor het vermijden van planetoïde-impact, aangezien men dacht dat 99942 Apophis in 2068 een zeer kleine kans had op een impact op de aarde, en het Jarkovski-effect een belangrijke bron van voorspellingsonzekerheid was.
In 2021 combineerde een multidisciplinaire samenwerking tussen professionals en amateurs Gaia-satelliet- en grondradarmetingen met amateur-waarnemingen van stellaire occultatie om de baan van 99942 Apophis verder te verfijnen en de Jarkovski-versnelling met hoge precisie te meten, tot op 0,5%. Hiermee konden astronomen de mogelijkheid van een botsing met de aarde voor ten minste de komende 100 jaar elimineren.